# القرية السفلى (إب)

تعديل مصدري - تعديل

القرية السفلى محلة تابعة لقرية الحنامي، التابعة لعزلة بني محرم بمديرية إب إحدى مديريات محافظة إب في الجمهورية اليمنية.، بلغ تعداد سكانها 75 حسب تعداد اليمن لعام 2004.